# Tập đoàn Bưu chính Viễn thông Việt Nam
Tập đoàn Bưu chính Viễn thông Việt Nam (tên giao dịch quốc tế: Vietnam Posts and Telecommunications Group, viết tắt: VNPT) là một doanh nghiệp của nhà nước chuyên về đầu tư, sản xuất, kinh doanh trong lĩnh vực Viễn thông và Công nghệ thông tin tại Việt Nam. Theo công bố của VNR 500 - Bảng xếp hạng 500 doanh nghiệp lớn nhất tại Việt Nam công bố năm 2023, đây là doanh nghiệp lớn thứ 23 Việt Nam.
VNPT là tập đoàn kinh tế nhà nước đứng số 2 về lĩnh vực Bưu chính, Viễn thông tại Việt Nam, được Chính phủ Việt Nam giao trọng trách là chủ đầu tư và là doanh nghiệp được quyền kinh doanh, vận hành và khai thác vệ tinh đầu tiên của Việt Nam, VINASAT-1 và VINASAT-2.

## Cơ quan chủ quản
Tập đoàn Bưu chính Viễn thông Việt Nam được thành lập theo Quyết định số 06/2006/QĐ-TTg ngày 09/01/2006 của Thủ tướng Chính phủ về việc thành lập Công ty mẹ - Tập đoàn Bưu chính Viễn thông Việt Nam.
Điều lệ Tổ chức và hoạt động của Tập đoàn Bưu chính Viễn thông Việt Nam được ban hành kèm theo Quyết định số 265/2006/QĐ-TTg ngày 17/11/2006 của Thủ tướng Chính phủ.
Từ ngày 1 tháng 4 năm 1998 đến ngày 22 tháng 1 năm 2006, Thủ tướng Chính phủ có quyết định phê duyệt thực hiện cổ phần hóa tại 42 doanh nghiệp và bộ phận doanh nghiệp nhà nước thuộc Tập đoàn Bưu chính Viễn thông Việt Nam.
Ngày 24/6/2010, Công ty mẹ - Tập đoàn Bưu chính Viễn thông Việt Nam chuyển đổi hoạt động sang mô hình Công ty trách nhiệm Hữu hạn một thành viên do Nhà nước làm chủ sở hữu theo quyết định số 955/QĐ-TTg của Thủ tướng Chính phủ.

## Công ty con

### Các đơn vị thành viên do VNPT sở hữu 100% vốn điều lệ
- Tổng công ty dịch vụ viễn thông (VNPT-VinaPhone)
- Tổng công ty hạ tầng mạng (VNPT-Net)
- Tổng công ty truyền thông (VNPT-Media)
- Công ty Công nghệ thông tin VNPT (VNPT-IT)
- Công ty TNHH MTV Cáp quang (FOCAL)
- Các Trường Trung học Bưu chính Viễn thông và Công nghệ thông tin (04 trường)

### Các đơn vị thành viên sở hữu trên 50% vốn điều lệ
- Công ty cổ phần Công nghệ Công nghiệp Bưu chính Viễn thông (VNPT Technology)
- Công ty Cổ phần Thiết bị Bưu điện (POSTEF)

### Các Công ty TNHH, cổ phần do VNPT sở hữu dưới 50% vốn điều lệ
- Công ty TNHH Thiết bị viễn thông ANSV (ANSV)
- Công ty TNHH Sản xuất Thiết bị Viễn thông (TELEQ)
- Công ty TNHH VKX
- Công ty cổ phần các hệ thống viễn thông (VFT)
- Công ty cổ phần các hệ thống viễn thông (VINECO)
- Công ty Cổ phần Cáp quang Việt Nam (VINAOFC)
- Công ty Cổ phần Viễn thông Điện tử VINACAP (VINACAP)
- Công ty Cổ phần Cáp và Vật liệu Viễn thông (SACOM)
- Công ty Cổ phần Công nghệ Viễn thông (VITECO)
- Công ty Cổ phần Viễn thông VTC (VTC Telecom)
- Công ty Cổ phần Điện nhẹ Viễn thông (LTC)
- Công ty Cổ phần Vật liệu Bưu điện (PMT)
- Công ty Cổ phần KASATI (KASATI)

### Các Công ty xây lắp, thương mại, bưu chính viễn thông
- Công ty Cổ phần Niên giám Điện thoại và Trang vàng 1
- Công ty Cổ phần Niên giám Điện thoại và Trang vàng 2
- Công ty truyền thông H.D.G Việt Nam (ADSL VNPT)
- Công ty Cổ phần Phát triển Công trình Viễn thông (TELCOM)
- Công ty Cổ phần Viễn thông - Tin học Điện tử (KASATI)
- Công ty Cổ phần Kỹ thuật Dịch vụ Viễn thông (TST)
- Công ty Cổ phần Thương mại Bưu chính Viễn thông (COKYVINA)
- Công ty Cổ phần Dịch vụ Viễn thông và In Bưu điện (PTPrinting)
- Công ty Cổ phần Điện Tử - Viễn thông - Tin học Bưu điện (ETIC)
- Công ty Cổ phần Viễn thông - Tin học Bưu điện (CT-IN)
- Công ty Cổ phần Vật liệu Xây dựng Bưu điện (PCM)
- Công ty Cổ phần Vật tư Bưu điện (Potmasco)
- Công ty Cổ phần Đầu tư và Xây dựng Bưu điện (PTIC)
- Công ty Cổ phần Đầu tư và Tư vấn Xây dựng Bưu điện PTICC
- Công ty Cổ phần Xây Lắp Bưu điện (CPT JSC)
- Công ty Cổ phần Xây lắp Bưu điện Hà Nội (Hacisco)
- Công ty Cổ phần Xây Lắp & Phát triển Dịch vụ Bưu điện Quảng Nam (QTC)
- Công ty Cổ phần Xây Lắp và Phát triển Bưu điện Gia Lai (GPT)

### Các Công ty liên doanh
- Công ty Liên doanh Thiết bị Viễn thông (ANSV)
- Công ty Liên doanh các Hệ thống viễn thông (VINECO)
- Công ty TNHH các Hệ thống Viễn thông VNPT-Fujitsu (VFT)
- Công ty TNHH Sản xuất Thiết bị Viễn thông (TELEQ)
- Công ty Cổ phần Dịch vụ Số liệu Toàn cầu (GDS)
- Công ty TNHH VKX
- Công ty TNHH Dịch vụ Viễn thông

## Lĩnh vực hoạt động chủ yếu
- Cung cấp sản phẩm và dịch vụ trong lĩnh vực viễn thông, CNTT, phát thanh, truyền hình và truyền thông đa phương tiện
- Cung cấp dịch vụ tài chính, dịch vụ thanh toán, trung gian thanh toán và trung gian tiền tệ
- Dịch vụ nội dung số, trò chơi điện tử, trang tin điện tử và ứng dụng